# Квесич, Марио
Ма́рио Кве́сич (босн. Mario Kvesić; род. 12 января 1992, Широки-Бриег) — боснийский футболист, полузащитник словенского клуба «Целе».

## Клубная карьера
Профессиональный дебют состоялся в 2011 году, выступлениями за «Широки Бриег», в котором провел один сезон, после чего был замечен скаутами «Сплита» и перешел в хорватский клуб. В 2015 году перешёл в немецкий клуб «Эрцгебирге».